# Václav Čubár
Václav Čubár (20. února 1951 – 7. prosince 2015) byl český a československý politik Komunistické strany Československa a poslanec Sněmovny národů Federálního shromáždění za normalizace.

## Život
Podle informací z roku 1981 byl profesí údržbářem z Palivového kombinátu 25. února. Zároveň zastával funkci předsedy vesnické organizace KSČ a člena rady MNV ve Vřesové. V této obci bydlel od roku 1974. K roku 1986 se profesně uvádí jako dělník.
Ve volbách roku 1986 zasedl za KSČ do české části Sněmovny národů (volební obvod č. 28 - Sokolov-Cheb, Západočeský kraj). Ve Federálním shromáždění setrval do konce funkčního období, tedy do svobodných voleb roku 1990. Netýkal se ho proces kooptací do Federálního shromáždění po sametové revoluci.
Počátkem 21. století se uvádí Václav Čubár jako dlouhodobý pracovník podniku Sokolovská uhelná. Působil v divizi Služby Sokolovské uhelné a podílel se na rozvoji firemní rádiové sítě od jejího počátku.